# Кабальер, Франсиско
Франсиско Кабальер Сотерас (исп. Francisco Cavaller Soteras, кат. Francesc Cavaller i Soteras, 14 октября 1932, Барселона, Испания — 4 сентября 2011) — каталонский и испанский хоккеист (хоккей на траве), защитник. Бронзовый призёр летних Олимпийских игр 1960 года.

## Биография
Франсиско Кабальер родился 14 октября 1932 года в испанском городе Барселона.
Играл в хоккей на траве за «Поло» из Барселоны, был капитаном команды. В её составе пять раз выигрывал чемпионат Каталонии (1954—1955, 1957—1958, 1960), четыре раза — Кубок Короля (1957—1960) и чемпионат Испании (1958).
В 1960 году вошёл в состав сборной Испании по хоккею на траве на Олимпийских играх в Риме и завоевал бронзовую медаль. Играл на позиции защитника, провёл 4 матча, мячей не забивал.
В течение карьеры провёл 27 матчей за сборную Испании, 12 матчей за сборную Каталонии. 
Завершил игровую карьеру в 1961 году.
Умер 5 сентября 2011 года.